# Pivka (Fluss)
Die Pivka ([pjuˈka], deutsch: Poik) ist ein Fluss in Slowenien.
Die Quelle der Pivka – Izvir Pivke – befindet sich am östlichen Ortsrand der Gemeinde Zagorje. Der Quellbach fließt am Ort Pivka vorbei und nimmt mehrere andere Bäche auf. Der Fluss verschwindet in eindrucksvoller Weise bei Postojna in den Höhlen von Postojna, seit Jahrhunderten eine regionale Sehenswürdigkeit und heute eine Touristenattraktion. 